# Доскей
Доске́й (каз. Доскей, до 2001 г. — Зелёная Ба́лка) — село в Бухар-Жырауском районе Карагандинской области Казахстана, административный центр Доскейского сельского округа. 

## География
Населённый пункт расположен в центре района, в 50 километрах (по автодороге) к юго-западу от районного центра посёлка Ботакара, в 17,8 километрах к востоку от областного центра города Караганда. Соседние населённые пункты: Трудовое в 2,5 километрах к юго-западу. Транспортное сообщение осуществляется автомобильной дорогой областного значения КМ-14 «Караганда—Тогызкудук—Ботакара км 0-54». Абсолютная высота центра населённого пункта — 571 метров над уровнем моря.

## Население
| Численность населения | Численность населения | Численность населения | Численность населения |
| 1989                  | 1999                  | 2009                  | 2021                  |
| --------------------- | --------------------- | --------------------- | --------------------- |
| 4148                  | ↗4760                 | ↘4027                 | ↗4081                 |

национальный состав
Процентное соотношение численно-преобладающих национальностей села согласно переписи населения 1989 года:
| Национальность | Процентное соотношение |
| -------------- | ---------------------- |
| русские        | 35 %                   |
| казахи         | 30 %                   |
| другие         | 35 %                   |